# 12 Hours of Sebring 2012

Tor Sebring International Raceway

12 Hours of Sebring 2012 – 60. edycja długodystansowego wyścigu samochodowego, która odbyła się 17 marca 2012 roku. Wyścig ten był inauguracją pierwszego sezonu FIA World Endurance Championship oraz sezonu 2012 American Le Mans Series. Stawka składała się z 64 samochodów podzielonych na dziewięć klas: pięć z American Le Mans Series oraz cztery z FIA World Endurance Championship.

## Harmonogram
| Dzień              | Godzina | Sesja                     |
| ------------------ | ------- | ------------------------- |
| Czwartek, 15 marca | 10:00   | Pierwsza sesja treningowa |
| Czwartek, 15 marca | 14:50   | Druga sesja treningowa    |
| Czwartek, 15 marca | 19:35   | Trzecia sesja treningowa  |
| Piątek, 16 marca   | 9:55    | Czwarta sesja treningowa  |
| Piątek, 16 marca   | 15:20   | Sesja kwalifikacyjna      |
| Sobota, 17 marca   | 8:00    | Rozgrzewka                |
| Sobota, 17 marca   | 10:30   | Wyścig                    |
| Źródło             |         |                           |

## Sesje treningowe
| Klasa          | Zespół                           | Samochód                | Czas           |
| Sesja pierwsza | Sesja pierwsza                   | Sesja pierwsza          | Sesja pierwsza |
| -------------- | -------------------------------- | ----------------------- | -------------- |
| LMP1           | #3 Audi Sport Team Joest         | Audi R18 TDI            | 1:48,626       |
| P1             | #6 Muscle Milk Pickett Racing    | HPD ARX-03a             | 1:49,762       |
| P2             | #055 Level 5 Motorsports         | HPD ARX-03b–Honda       | 1:52,680       |
| LMP2           | #25 ADR-Delta                    | Oreca 03–Nissan         | 1:53,084       |
| PC             | #5 Muscle Milk Pickett Racing    | Oreca FLM09–Chevrolet   | 1:55,881       |
| GT             | #4 Corvette Racing               | Chevrolet Corvette C6.R | 2:01,514       |
| LMGTE Pro      | #51 AF Corse                     | Ferrari 458 Italia GT2  | 2:01,610       |
| LMGTE Am       | #58 Luxury Racing                | Ferrari 458 Italia GT2  | 2:02,988       |
| GTC            | #022 Alex Job Racing             | Porsche 997 GT3 Cup     | 2:07,308       |
| Sesja druga    |                                  |                         |                |
| LMP1           | #1 Audi Sport Team Joest         | Audi R18 TDI            | 1:47,761       |
| P1             | #6 Muscle Milk Pickett Racing    | HPD ARX-03a             | 1:49,921       |
| P2             | #95 Level 5 Motorsports          | HPD ARX-03b–Honda       | 1:53,094       |
| LMP2           | #24 OAK Racing                   | Morgan LMP2–Judd        | 1:54,248       |
| PC             | #7 Merchant Services Racing      | Oreca FLM09–Chevrolet   | 1:55,573       |
| LMGTE Pro      | #51 AF Corse                     | Ferrari 458 Italia GT2  | 2:00,334       |
| GT             | #155 BMW Team RLL                | BMW M3 GT2              | 2:00,891       |
| LMGTE Am       | #50 Larbre Compétition           | Chevrolet Corvette C6.R | 2:02,747       |
| GTC            | #30 NGT Motorsport               | Porsche 997 GT3 Cup     | 2:06,819       |
| Sesja trzecia  |                                  |                         |                |
| LMP1           | #2 Audi Sport Team Joest         | Audi R18 TDI            | 1:47,049       |
| P1             | #6 Muscle Milk Pickett Racing    | HPD ARX-03a             | 1:49,910       |
| LMP2           | #44 Starworks Motorsport         | HPD ARX-03b–Honda       | 1:51,824       |
| P2             | #95 Level 5 Motorsports          | HPD ARX-03b–Honda       | 1:53,190       |
| PC             | #18 Performance Tech Motorsports | Oreca FLM09–Chevrolet   | 1:56,789       |
| GT             | #56 BMW Team RLL                 | BMW M3 GT2              | 2:00,258       |
| LMGTE Pro      | #51 AF Corse                     | Ferrari 458 Italia GT2  | 2:00,323       |
| LMGTE Am       | #58 Luxury Racing                | Ferrari 458 Italia GT2  | 2:01,864       |
| GTC            | #66 TRG                          | Porsche 997 GT3 Cup     | 2:07,623       |
| Sesja czwarta  |                                  |                         |                |
| LMP1           | #3 Audi Sport Team Joest         | Audi R18 TDI            | 1:48,200       |
| P1             | #6 Muscle Milk Pickett Racing    | HPD ARX-03a             | 1:50,150       |
| LMP2           | #24 OAK Racing                   | Morgan LMP2–Judd        | 1:51,318       |
| P2             | #37 Conquest Endurance           | Morgan LMP2–Judd        | 1:53,289       |
| PC             | #06 CORE Autosport               | Oreca FLM09–Chevrolet   | 1:55,606       |
| LMGTE Pro      | #77 Team Felbermayr-Proton       | Porsche 911 RSR         | 1:59,987       |
| GT             | #01 Extreme Speed Motorsports    | Ferrari 458 Italia GT2  | 2:00,298       |
| LMGTE Am       | #57 Krohn Racing                 | Ferrari 458 Italia GT2  | 2:01,348       |
| GTC            | #022 Alex Job Racing             | Porsche 997 GT3 Cup     | 2:06,365       |

## Kwalifikacje
Pole position w każdej kategorii oznaczone jest pogrubieniem.
| Poz.   | Klasa     | Zespół                           | Czas      | Poz. s. |
| ------ | --------- | -------------------------------- | --------- | ------- |
| 1      | LMP1      | #1 Audi Sport Team Joest         | 1:45,820  | 1       |
| 2      | LMP1      | #2 Audi Sport Team Joest         | 1:46,215  | 2       |
| 3      | LMP1      | #3 Audi Sport Team Joest         | 1:46,935  | 3       |
| 4      | P1        | #6 Muscle Milk Pickett Racing    | 1:47,536  | 4       |
| 5      | LMP1      | #15 OAK Racing                   | 1:48,319  | 62      |
| 6      | LMP1      | #22 JRM                          | 1:48,439  | 5       |
| 7      | LMP1      | #21 Strakka Racing               | 1:48,590  | 6       |
| 8      | LMP1      | #12 Rebellion Racing             | 1:48,630  | 7       |
| 9      | LMP1      | #13 Rebellion Racing             | 1:48,956  | 8       |
| 10     | LMP1      | #16 Pescarolo Team               | 1:50,200  | 9       |
| 11     | LMP2      | #24 OAK Racing                   | 1:50,467  | 10      |
| 12     | LMP2      | #44 Starworks Motorsport         | 1:50,823  | 11      |
| 13     | LMP2      | #41 Greaves Motorsport           | 1:51,809  | 12      |
| 14     | LMP2      | #23 Signatech Nissan             | 1:52,084  | 13      |
| 15     | LMP2      | #25 ADR-Delta                    | 1:52,113  | 14      |
| 16     | P2        | #055 Level 5 Motorsports         | 1:52,129  | 15      |
| 17     | P2        | #37 Conquest Endurance           | 1:52,493  | 63      |
| 18     | P2        | #95 Level 5 Motorsports          | 1:52,659  | 16      |
| 19     | LMP2      | #49 PeCom Racing                 | 1:52,763  | 17      |
| 20     | LMP2      | #31 Lotus                        | 1:53,080  | 18      |
| 21     | PC        | #9 RSR Racing                    | 1:54,510  | 19      |
| 22     | PC        | #06 CORE Autosport               | 1:54,555  | 20      |
| 23     | P1        | #016 Dyson Racing                | 1:54,593  | 21      |
| 24     | PC        | #025 Dempsey Racing              | 1:54,628  | 22      |
| 25     | PC        | #7 Merchant Services Racing      | 1:55,160  | 23      |
| 26     | PC        | #05 CORE Autosport               | 1:55,208  | 24      |
| 27     | PC        | #5 Muscle Milk Pickett Racing    | 1:55,420  | 25      |
| 28     | PC        | #52 PR1 Mathiasen Motorsports    | 1:55,460  | 26      |
| 29     | PC        | #8 Merchant Services Racing      | 1:55,654  | 27      |
| 30     | PC        | #18 Performance Tech Motorsports | 1:55,848  | 28      |
| 31     | LMGTE Pro | #51 AF Corse                     | 1:58,427  | 29      |
| 32     | LMGTE Pro | #59 Luxury Racing                | 1:58,723  | 30      |
| 33     | GT        | #03 Corvette Racing              | 1:58,996  | 31      |
| 34     | GT        | #4 Corvette Racing               | 1:59,007  | 32      |
| 35     | LMGTE Pro | #71 AF Corse                     | 1:59,084  | 33      |
| 36     | GT        | #56 BMW Team RLL                 | 1:59,776  | 34      |
| 37     | GT        | #01 Extreme Speed Motorsports    | 2:00,094  | 35      |
| 38     | GT        | #45 Flying Lizard Motorsports    | 2:00,119  | 36      |
| 39     | LMGTE Pro | #97 Aston Martin Racing          | 2:00,174  | 37      |
| 40     | LMGTE Am  | #58 Luxury Racing                | 2:00,184  | 38      |
| 41     | LMGTE Pro | #77 Team Felbermayr-Proton       | 2:00,256  | 39      |
| 42     | GT        | #155 BMW Team RLL                | 2:00,337  | 40      |
| 43     | GT        | #02 Extreme Speed Motorsports    | 2:00,344  | 41      |
| 44     | LMGTE Am  | #57 Krohn Racing                 | 2:00,929  | 42      |
| 45     | GT        | #17 Team Falken Tire             | 2:01,632  | 43      |
| 46     | LMGTE Am  | #50 Larbre Compétition           | 2:01,640  | 44      |
| 47     | LMGTE Am  | #88 Team Felbermayr-Proton       | 2:01,787  | 45      |
| 48     | GT        | #48 Paul Miller Racing           | 2:02,150  | 46      |
| 49     | LMGTE Am  | #70 Larbre Compétition           | 2:02,732  | 47      |
| 50     | LMGTE Am  | #61 AF Corse-Waltrip             | 2:03,331  | 48      |
| 51     | LMGTE Am  | #55 JWA-Avila                    | 2:04,342  | 49      |
| 52     | GTC       | #30 NGT Motorsport               | 2:06,674  | 50      |
| 53     | GTC       | #34 Green Hornet Racing          | 2:06,697  | 51      |
| 54     | GTC       | #022 Alex Job Racing             | 2:06,711  | 52      |
| 55     | GTC       | #023 Alex Job Racing             | 2:07,016  | 53      |
| 56     | GTC       | #11 JDX Racing                   | 2:07,264  | 54      |
| 57     | GT        | #044 Flying Lizard Motorsports   | 2:07,354  | 55      |
| 58     | GTC       | #031 NGT Motorsport              | 2:07,434  | 56      |
| 59     | GTC       | #66 TRG                          | 2:07,550  | 57      |
| 60     | GTC       | #32 GMG Racing                   | 2:08,607  | 58      |
| 61     | GTC       | #024 Competition Motorsports     | 2:08,792  | 59      |
| 62     | P2        | #54 Black Swan Racing            | 2:35,156  | 60      |
| 63     | LMP2      | #29 Gulf Racing Middle East      | 14:43,720 | WYK     |
| 64     | LMP2      | #28 Gulf Racing Middle East      | –         | 61      |
| Źródła |           |                                  |           |         |

## Wyścig

### Wyniki
Minimum do bycia sklasyfikowanym (70 procent dystansu pokonanego przez zwycięzców wyścigu) wyniosło 227 okrążeń. Zwycięzcy klas są oznaczeni pogrubieniem.
| Poz.                        | Klasa     | Zespół                           | Kierowcy                                                | Samochód                             | Opony | Okr. |
| Poz.                        | Klasa     | Zespół                           | Kierowcy                                                | Silnik                               | Opony | Okr. |
| --------------------------- | --------- | -------------------------------- | ------------------------------------------------------- | ------------------------------------ | ----- | ---- |
| 1                           | LMP1      | #2 Audi Sport Team Joest         | Allan McNish Tom Kristensen Rinaldo Capello             | Audi R18 TDI                         | M     | 325  |
| 1                           | LMP1      | #2 Audi Sport Team Joest         | Allan McNish Tom Kristensen Rinaldo Capello             | Audi TDI 3.7 L Turbo V6 (Diesel)     | M     | 325  |
| 2                           | LMP1      | #3 Audi Sport Team Joest         | Timo Bernhard Romain Dumas Loïc Duval                   | Audi R18 TDI                         | M     | 321  |
| 2                           | LMP1      | #3 Audi Sport Team Joest         | Timo Bernhard Romain Dumas Loïc Duval                   | Audi TDI 3.7 L Turbo V6 (Diesel)     | M     | 321  |
| 3                           | LMP2      | #44 Starworks Motorsport         | Ryan Dalziel Enzo Potolicchio Stéphane Sarrazin         | HPD ARX-03b                          | D     | 319  |
| 3                           | LMP2      | #44 Starworks Motorsport         | Ryan Dalziel Enzo Potolicchio Stéphane Sarrazin         | Honda HR28TT 2.8 L Turbo V6          | D     | 319  |
| 4                           | P2        | #055 Level 5 Motorsports         | Scott Tucker João Barbosa Christophe Bouchut            | HPD ARX-03b                          | D     | 319  |
| 4                           | P2        | #055 Level 5 Motorsports         | Scott Tucker João Barbosa Christophe Bouchut            | Honda HR28TT 2.8 L Turbo V6          | D     | 319  |
| 5                           | LMP2      | #24 OAK Racing                   | Jacques Nicolet Olivier Pla Matthieu Lahaye             | Morgan LMP2                          | D     | 318  |
| 5                           | LMP2      | #24 OAK Racing                   | Jacques Nicolet Olivier Pla Matthieu Lahaye             | Judd HK 3.6 L V8                     | D     | 318  |
| 6                           | LMP1      | #16 Pescarolo Team               | Emmanuel Collard Jean-Christophe Boullion Julien Jousse | Pescarolo 01                         | M     | 318  |
| 6                           | LMP1      | #16 Pescarolo Team               | Emmanuel Collard Jean-Christophe Boullion Julien Jousse | Judd GV5 S2 5.0 L V10                | M     | 318  |
| 7                           | LMP2      | #49 Pecom Racing                 | Luís Pérez Companc Soheil Ayari Pierre Kaffer           | Oreca 03                             | D     | 317  |
| 7                           | LMP2      | #49 Pecom Racing                 | Luís Pérez Companc Soheil Ayari Pierre Kaffer           | Nissan VK45DE 4.5 L V8               | D     | 317  |
| 8                           | P1        | #016 Dyson Racing Team           | Chris Dyson Guy Smith Steven Kane                       | Lola B12/60                          | D     | 317  |
| 8                           | P1        | #016 Dyson Racing Team           | Chris Dyson Guy Smith Steven Kane                       | Mazda MZR-R 2.0 L Turbo I4 (Butanol) | D     | 317  |
| 9                           | LMP2      | #41 Greaves Motorsport           | Christian Zugel Ricardo González Elton Julian           | Zytek Z11SN                          | D     | 316  |
| 9                           | LMP2      | #41 Greaves Motorsport           | Christian Zugel Ricardo González Elton Julian           | Nissan VK45DE 4.5 L V8               | D     | 316  |
| 10                          | LMP1      | #21 Strakka Racing               | Nick Leventis Jonny Kane Danny Watts                    | HPD ARX-03a                          | M     | 316  |
| 10                          | LMP1      | #21 Strakka Racing               | Nick Leventis Jonny Kane Danny Watts                    | Honda LM-V8 3.4 L V8                 | M     | 316  |
| 11                          | LMP2      | #25 ADR-Delta                    | John Martin Robbie Kerr Tor Graves                      | Oreca 03                             | D     | 315  |
| 11                          | LMP2      | #25 ADR-Delta                    | John Martin Robbie Kerr Tor Graves                      | Nissan VK45DE 4.5 L V8               | D     | 315  |
| 12                          | PC        | #06 CORE Autosport               | E. J. Viso Alex Popow Burt Frisselle                    | Oreca FLM09                          | M     | 312  |
| 12                          | PC        | #06 CORE Autosport               | E. J. Viso Alex Popow Burt Frisselle                    | Chevrolet 6.2 L V8                   | M     | 312  |
| 13                          | PC        | #52 PR1 Mathiasen Racing         | Butch Leitzinger Ken Dobson Rudy Junco, Jr.             | Oreca FLM09                          | M     | 311  |
| 13                          | PC        | #52 PR1 Mathiasen Racing         | Butch Leitzinger Ken Dobson Rudy Junco, Jr.             | Chevrolet 6.2 L V8                   | M     | 311  |
| 14                          | PC        | #05 CORE Autosport               | Colin Braun Jon Bennett Eric Lux                        | Oreca FLM09                          | M     | 310  |
| 14                          | PC        | #05 CORE Autosport               | Colin Braun Jon Bennett Eric Lux                        | Chevrolet 6.2 L V8                   | M     | 310  |
| 15                          | LMP1      | #1 Audi Sport Team Joest         | André Lotterer Benoît Tréluyer Marcel Fässler           | Audi R18 TDI                         | M     | 310  |
| 15                          | LMP1      | #1 Audi Sport Team Joest         | André Lotterer Benoît Tréluyer Marcel Fässler           | Audi TDI 3.7 L Turbo V6 (Diesel)     | M     | 310  |
| 16                          | LMP1      | #22 JRM                          | Peter Dumbreck David Brabham Karun Chandhok             | HPD ARX-03a                          | M     | 309  |
| 16                          | LMP1      | #22 JRM                          | Peter Dumbreck David Brabham Karun Chandhok             | Honda LM-V8 3.4 L V8                 | M     | 309  |
| 17                          | GT        | #56 BMW Team RLL                 | Dirk Müller Joey Hand Jonathan Summerton                | BMW M3 GT2                           | D     | 307  |
| 17                          | GT        | #56 BMW Team RLL                 | Dirk Müller Joey Hand Jonathan Summerton                | BMW 4.0 L V8                         | D     | 307  |
| 18                          | GT        | #03 Corvette Racing              | Jan Magnussen Jordan Taylor Antonio García              | Chevrolet Corvette C6.R              | M     | 307  |
| 18                          | GT        | #03 Corvette Racing              | Jan Magnussen Jordan Taylor Antonio García              | Chevrolet 5.5 L V8                   | M     | 307  |
| 19                          | LMGTE Pro | #71 AF Corse                     | Andrea Bertolini Olivier Beretta Marco Cioci            | Ferrari 458 Italia GT2               | M     | 307  |
| 19                          | LMGTE Pro | #71 AF Corse                     | Andrea Bertolini Olivier Beretta Marco Cioci            | Ferrari 4.5 L V8                     | M     | 307  |
| 20                          | GT        | #4 Corvette Racing               | Oliver Gavin Tommy Milner Richard Westbrook             | Chevrolet Corvette C6.R              | M     | 307  |
| 20                          | GT        | #4 Corvette Racing               | Oliver Gavin Tommy Milner Richard Westbrook             | Chevrolet 5.5 L V8                   | M     | 307  |
| 21                          | GT        | #155 BMW Team RLL                | Bill Auberlen Jörg Müller Uwe Alzen                     | BMW M3 GT2                           | D     | 307  |
| 21                          | GT        | #155 BMW Team RLL                | Bill Auberlen Jörg Müller Uwe Alzen                     | BMW 4.0 L V8                         | D     | 307  |
| 22                          | LMGTE Pro | #77 Team Felbermayr-Proton       | Marc Lieb Richard Lietz Patrick Pilet                   | Porsche 911 RSR                      | M     | 306  |
| 22                          | LMGTE Pro | #77 Team Felbermayr-Proton       | Marc Lieb Richard Lietz Patrick Pilet                   | Porsche 4.0 L Flat-6                 | M     | 306  |
| 23                          | GT        | #48 Paul Miller Racing           | Bryce Miller Sascha Maassen Rob Bell                    | Porsche 911 RSR                      | D     | 303  |
| 23                          | GT        | #48 Paul Miller Racing           | Bryce Miller Sascha Maassen Rob Bell                    | Porsche 4.0 L Flat-6                 | D     | 303  |
| 24                          | PC        | #7 Merchant Services Racing      | Chapman Ducote Javier Acheverria Pablo Sanchez          | Oreca FLM09                          | M     | 303  |
| 24                          | PC        | #7 Merchant Services Racing      | Chapman Ducote Javier Acheverria Pablo Sanchez          | Chevrolet 6.2 L V8                   | M     | 303  |
| 25                          | GT        | #044 Flying Lizard Motorsports   | Seth Neiman Darren Law Andy Lally                       | Porsche 911 RSR                      | M     | 303  |
| 25                          | GT        | #044 Flying Lizard Motorsports   | Seth Neiman Darren Law Andy Lally                       | Porsche 4.0 L Flat-6                 | M     | 303  |
| 26                          | GT        | #02 Extreme Speed Motorsports    | Ed Brown Jeff Segal Anthony Lazzaro                     | Ferrari 458 Italia GT2               | M     | 303  |
| 26                          | GT        | #02 Extreme Speed Motorsports    | Ed Brown Jeff Segal Anthony Lazzaro                     | Ferrari 4.5 L V8                     | M     | 303  |
| 27                          | LMGTE Am  | #88 Team Felbermayr-Proton       | Christian Ried Gianluca Roda Paolo Ruberti              | Porsche 911 RSR                      | M     | 298  |
| 27                          | LMGTE Am  | #88 Team Felbermayr-Proton       | Christian Ried Gianluca Roda Paolo Ruberti              | Porsche 4.0 L Flat-6                 | M     | 298  |
| 28                          | P2        | #54 Black Swan Racing            | Tim Pappas Bret Curtis Jon Fogarty                      | Lola B11/80                          | D     | 298  |
| 28                          | P2        | #54 Black Swan Racing            | Tim Pappas Bret Curtis Jon Fogarty                      | Honda HR28TT 2.8 L Turbo V6          | D     | 298  |
| 29                          | LMGTE Am  | #70 Larbre Compétition           | Pascal Gibon Christophe Bourret Jean-Philippe Belloc    | Chevrolet Corvette C6.R              | M     | 297  |
| 29                          | LMGTE Am  | #70 Larbre Compétition           | Pascal Gibon Christophe Bourret Jean-Philippe Belloc    | Chevrolet 5.5 L V8                   | M     | 297  |
| 30                          | LMP1      | #12 Rebellion Racing             | Nicolas Prost Neel Jani Nick Heidfeld                   | Lola B11/60                          | M     | 296  |
| 30                          | LMP1      | #12 Rebellion Racing             | Nicolas Prost Neel Jani Nick Heidfeld                   | Toyota RV8KLM 3.4 L V8               | M     | 296  |
| 31                          | GTC       | #023 Alex Job Racing             | Bill Sweedler Townsend Bell Dion von Moltke             | Porsche 997 GT3 Cup                  | Y     | 292  |
| 31                          | GTC       | #023 Alex Job Racing             | Bill Sweedler Townsend Bell Dion von Moltke             | Porsche 3.8 L Flat-6                 | Y     | 292  |
| 32                          | LMGTE Pro | #97 Aston Martin Racing          | Stefan Mücke Darren Turner Adrián Fernández             | Aston Martin Vantage GTE             | M     | 292  |
| 32                          | LMGTE Pro | #97 Aston Martin Racing          | Stefan Mücke Darren Turner Adrián Fernández             | Aston Martin 4.5 L V8                | M     | 292  |
| 33                          | GTC       | #022 Alex Job Racing             | Cooper MacNeil Leh Keen Louis-Philippe Dumoulin         | Porsche 997 GT3 Cup                  | Y     | 291  |
| 33                          | GTC       | #022 Alex Job Racing             | Cooper MacNeil Leh Keen Louis-Philippe Dumoulin         | Porsche 3.8 L Flat-6                 | Y     | 291  |
| 34                          | LMP1      | #13 Rebellion Racing             | Andrea Belicchi Harold Primat Jeroen Bleekemolen        | Lola B11/60                          | M     | 291  |
| 34                          | LMP1      | #13 Rebellion Racing             | Andrea Belicchi Harold Primat Jeroen Bleekemolen        | Toyota RV8KLM 3.4 L V8               | M     | 291  |
| 35                          | GTC       | #34 Green Hornet Racing          | Peter LeSaffre Damien Faulkner Sebastiaan Bleekemolen   | Porsche 997 GT3 Cup                  | Y     | 290  |
| 35                          | GTC       | #34 Green Hornet Racing          | Peter LeSaffre Damien Faulkner Sebastiaan Bleekemolen   | Porsche 3.8 L Flat-6                 | Y     | 290  |
| 36                          | GT        | #17 Team Falken Tire             | Bryan Sellers Wolf Henzler Martin Ragginger             | Porsche 911 RSR                      | F     | 290  |
| 36                          | GT        | #17 Team Falken Tire             | Bryan Sellers Wolf Henzler Martin Ragginger             | Porsche 4.0 L Flat-6                 | F     | 290  |
| 37                          | GTC       | #66 TRG                          | Spencer Pumpelly Marc Bunting Emilio Di Guida           | Porsche 997 GT3 Cup                  | Y     | 287  |
| 37                          | GTC       | #66 TRG                          | Spencer Pumpelly Marc Bunting Emilio Di Guida           | Porsche 3.8 L Flat-6                 | Y     | 287  |
| 38                          | LMGTE Am  | #61 AF Corse-Waltrip             | Robert Kauffman Michael Waltrip Rui Águas               | Ferrari 458 Italia GT2               | M     | 283  |
| 38                          | LMGTE Am  | #61 AF Corse-Waltrip             | Robert Kauffman Michael Waltrip Rui Águas               | Ferrari 4.5 L V8                     | M     | 283  |
| 39                          | PC        | #5 Muscle Milk Pickett Racing    | Memo Gidley Michael Guasch Roger Wills                  | Oreca FLM09                          | M     | 282  |
| 39                          | PC        | #5 Muscle Milk Pickett Racing    | Memo Gidley Michael Guasch Roger Wills                  | Chevrolet 6.2 L V8                   | M     | 282  |
| 40                          | GTC       | #11 JDX Racing                   | Chris Cumming Kévin Estre Mark Bullitt                  | Porsche 997 GT3 Cup                  | Y     | 282  |
| 40                          | GTC       | #11 JDX Racing                   | Chris Cumming Kévin Estre Mark Bullitt                  | Porsche 3.8 L Flat-6                 | Y     | 282  |
| 41                          | P2        | #37 Conquest Endurance           | Martin Plowman David Heinemeier Hansson Jan Heylen      | Morgan LMP2                          | D     | 281  |
| 41                          | P2        | #37 Conquest Endurance           | Martin Plowman David Heinemeier Hansson Jan Heylen      | Judd HK 3.6 L V8                     | D     | 281  |
| 42                          | GTC       | #024 Competition Motorsports     | Bob Faieta Cort Wagner Michael Avenatti                 | Porsche 997 GT3 Cup                  | Y     | 279  |
| 42                          | GTC       | #024 Competition Motorsports     | Bob Faieta Cort Wagner Michael Avenatti                 | Porsche 3.8 L Flat-6                 | Y     | 279  |
| 43                          | GT        | #01 Extreme Speed Motorsports    | Scott Sharp Johannes van Overbeek Guy Cosmo             | Ferrari 458 Italia GT2               | M     | 278  |
| 43                          | GT        | #01 Extreme Speed Motorsports    | Scott Sharp Johannes van Overbeek Guy Cosmo             | Ferrari 4.5 L V8                     | M     | 278  |
| 44                          | LMP2      | #28 Gulf Racing Middle East      | Fabien Giroix Maxime Jousse Stefan Johansson            | Lola B12/80                          | D     | 277  |
| 44                          | LMP2      | #28 Gulf Racing Middle East      | Fabien Giroix Maxime Jousse Stefan Johansson            | Nissan VK45DE 4.5 L V8               | D     | 277  |
| 45                          | GTC       | #32 GMG Racing                   | James Sofronas Alex Welch René Villeneuve               | Porsche 997 GT3 Cup                  | Y     | 276  |
| 45                          | GTC       | #32 GMG Racing                   | James Sofronas Alex Welch René Villeneuve               | Porsche 3.8 L Flat-6                 | Y     | 276  |
| 46                          | PC        | #18 Performance Tech Motorsports | Anthony Nicolosi Ricardo Vera Raphael Matos             | Oreca FLM09                          | M     | 274  |
| 46                          | PC        | #18 Performance Tech Motorsports | Anthony Nicolosi Ricardo Vera Raphael Matos             | Chevrolet 6.2 L V8                   | M     | 274  |
| 47                          | LMGTE Am  | #57 Krohn Racing                 | Tracy Krohn Niclas Jönsson Michele Rugolo               | Ferrari 458 Italia GT2               | D     | 265  |
| 47                          | LMGTE Am  | #57 Krohn Racing                 | Tracy Krohn Niclas Jönsson Michele Rugolo               | Ferrari 4.5 L V8                     | D     | 265  |
| 48                          | PC        | #9 RSR Racing                    | Bruno Junqueira Tomy Drissi Roberto González            | Oreca FLM09                          | M     | 255  |
| 48                          | PC        | #9 RSR Racing                    | Bruno Junqueira Tomy Drissi Roberto González            | Chevrolet 6.2 L V8                   | M     | 255  |
| 49                          | LMGTE Am  | #55 JWA-Avila                    | Bill Binnie Joël Camathias Markus Palttala              | Porsche 911 RSR                      | P     | 252  |
| 49                          | LMGTE Am  | #55 JWA-Avila                    | Bill Binnie Joël Camathias Markus Palttala              | Porsche 4.0 L Flat-6                 | P     | 252  |
| 50                          | GT        | #45 Flying Lizard Motorsports    | Patrick Long Jörg Bergmeister Marco Holzer              | Porsche 911 RSR                      | M     | 251  |
| 50                          | GT        | #45 Flying Lizard Motorsports    | Patrick Long Jörg Bergmeister Marco Holzer              | Porsche 4.0 L Flat-6                 | M     | 251  |
| Nie ukończyli               |           |                                  |                                                         |                                      |       |      |
|                             | LMP2      | #31 Lotus                        | Thomas Holzer Mirco Schultis Luco Moro                  | Lola B12/80                          | D     | 310  |
| Lotus (Judd) 3.6 L V8       | LMP2      | #31 Lotus                        | Thomas Holzer Mirco Schultis Luco Moro                  |                                      | D     | 310  |
|                             | P1        | #6 Muscle Milk Pickett Racing    | Klaus Graf Lucas Luhr Simon Pagenaud                    | HPD ARX-03a                          | M     | 302  |
| Honda 3.4 L V8              | P1        | #6 Muscle Milk Pickett Racing    | Klaus Graf Lucas Luhr Simon Pagenaud                    |                                      | M     | 302  |
|                             | LMGTE Am  | #50 Larbre Compétition           | Patrick Bornhauser Julien Canal Pedro Lamy              | Chevrolet Corvette C6.R              | M     | 288  |
| Chevrolet 5.5 L V8          | LMGTE Am  | #50 Larbre Compétition           | Patrick Bornhauser Julien Canal Pedro Lamy              |                                      | M     | 288  |
|                             | GTC       | #031 NGT Motorsport              | Nicki Thiim Angel Benitez, Sr. Angel Benitez, Jr.       | Porsche 997 GT3 Cup                  | Y     | 236  |
| Porsche 3.8 L Flat-6        | GTC       | #031 NGT Motorsport              | Nicki Thiim Angel Benitez, Sr. Angel Benitez, Jr.       |                                      | Y     | 236  |
|                             | LMP1      | #15 OAK Racing                   | Guillaume Moreau Dominik Kraihamer Bertrand Baguette    | OAK Pescarolo 01                     | D     | 233  |
| Judd DB 3.4 L V8            | LMP1      | #15 OAK Racing                   | Guillaume Moreau Dominik Kraihamer Bertrand Baguette    |                                      | D     | 233  |
|                             | GTC       | #30 NGT Motorsport               | Sean Edwards Henrique Cisneros Carlos Kauffman          | Porsche 997 GT3 Cup                  | Y     | 205  |
| Porsche 3.8 L Flat-6        | GTC       | #30 NGT Motorsport               | Sean Edwards Henrique Cisneros Carlos Kauffman          |                                      | Y     | 205  |
|                             | PC        | #025 Dempsey Racing              | Duncan Ende Henri Richard Dane Cameron                  | Oreca FLM09                          | M     | 172  |
| Chevrolet 6.2 L V8          | PC        | #025 Dempsey Racing              | Duncan Ende Henri Richard Dane Cameron                  |                                      | M     | 172  |
|                             | P2        | #95 Level 5 Motorsports          | Scott Tucker Luis Díaz Ryan Hunter-Reay                 | HPD ARX-03b                          | D     | 85   |
| Honda HR28TT 2.8 L Turbo V6 | P2        | #95 Level 5 Motorsports          | Scott Tucker Luis Díaz Ryan Hunter-Reay                 |                                      | D     | 85   |
|                             | LMP2      | #23 Signatech Nissan             | Franck Mailleux Jordan Tresson Olivier Lombard          | Oreca 03                             | D     | 85   |
| Nissan VK45DE 4.5 L V8      | LMP2      | #23 Signatech Nissan             | Franck Mailleux Jordan Tresson Olivier Lombard          |                                      | D     | 85   |
|                             | LMGTE Pro | #59 Luxury Racing                | Frédéric Makowiecki Jaime Melo Jean-Karl Vernay         | Ferrari 458 Italia GT2               | M     | 83   |
| Ferrari 4.5 L V8            | LMGTE Pro | #59 Luxury Racing                | Frédéric Makowiecki Jaime Melo Jean-Karl Vernay         |                                      | M     | 83   |
|                             | PC        | #8 Merchant Services Racing      | Kyle Marcelli Dean Sterling Lucas Downs                 | Oreca FLM09                          | M     | 38   |
| Chevrolet 6.2 L V8          | PC        | #8 Merchant Services Racing      | Kyle Marcelli Dean Sterling Lucas Downs                 |                                      | M     | 38   |
|                             | LMGTE Am  | #58 Luxury Racing                | Pierre Ehret Dominik Farnbacher François Jakubowski     | Ferrari 458 Italia GT2               | M     | 0    |
| Ferrari 4.5 L V8            | LMGTE Am  | #58 Luxury Racing                | Pierre Ehret Dominik Farnbacher François Jakubowski     |                                      | M     | 0    |
| Wykluczeni                  |           |                                  |                                                         |                                      |       |      |
| [ b ]                       | LMGTE Pro | #51 AF Corse                     | Giancarlo Fisichella Gianmaria Bruni Toni Vilander      | Ferrari 458 Italia GT2               | M     | 215  |
| [ b ]                       | LMGTE Pro | #51 AF Corse                     | Giancarlo Fisichella Gianmaria Bruni Toni Vilander      | Ferrari 4.5 L V8                     | M     | 215  |
| [ a ]                       | LMP2      | #29 Gulf Racing Middle East      | Frédéric Fatien Keiko Ihara Jean-Denis Délétraz         | Lola B12/80                          | D     | –    |
| [ a ]                       | LMP2      | #29 Gulf Racing Middle East      | Frédéric Fatien Keiko Ihara Jean-Denis Délétraz         | Nissan VK45DE 4.5 L V8               | D     | –    |

### Statystyki

#### Najszybsze okrążenie
| Klasa     | Kierowca             | Zespół                        | Czas     | Okr. |
| --------- | -------------------- | ----------------------------- | -------- | ---- |
| LMP1      | André Lotterer       | #1 Audi Sport Team Joest      | 1:46,567 | 252  |
| P1        | brak danych          | #6 Muscle Milk Pickett Racing | 1:47,979 | 188  |
| LMP2      | Olivier Pla          | #24 OAK Racing                | 1:51,306 | 186  |
| P2        | brak danych          | #055 Level 5 Motorsports      | 1:52,214 | 186  |
| PC        | Dane Cameron         | #025 Dempsey Racing           | 1:55,326 | 20   |
| LMGTE Pro | Giancarlo Fisichella | #51 AF Corse                  | 2:00,123 | 196  |
| GT        | brak danych          | #56 BMW Team RLL              | 2:00,394 | 255  |
| LMGTE Am  | Rui Águas            | #61 AF Corse-Waltrip          | 2:01,746 | 243  |
| GTC       | Sean Edwards         | #30 NGT Motorsport            | 2:07,393 | 172  |
| Źródła    |                      |                               |          |      |